# Héctor Mancilla
Héctor Raúl Mancilla född 11 november 1980 i Purranque, Chile, är en chilensk fotbollsspelare, forward, som spelar i den mexikanska klubben Monarcas Morelia. Han har även spelat i Chiles fotbollslandslag.